# Concept Development & Experimentation
Concept Development & Experimentation (CD&E) (deutsch: Konzeptentwicklung und deren experimentelle Überprüfung) ist die Bezeichnung eines der wesentlichen Kernelemente des Transformationsprozesses der Streitkräfte ähnlich der vernetzten Operationsführung oder dem Effects Based Approach to Multinational Operations (EBAO) u. a. CD&E beschreibt eine mögliche Vorgehensweise zur Anpassung und Verbesserung der Fähigkeiten von Streitkräften im Hinblick auf die sicherheitspolitischen Herausforderungen des 21. Jahrhunderts.

## Die Methode CD&E im Kontext der Transformation der Bundeswehr
Die Transformation der Bundeswehr ist der fortlaufende und vorausschauende Anpassungsprozess der Bundeswehr an ein sich schnell entwickelndes sicherheitspolitisches Umfeld mit seinen politischen, gesellschaftlichen, wirtschaftlichen und technologischen Veränderungen, um die Einsatzfähigkeit der Bundeswehr zu erhöhen und sie auf Dauer zu erhalten.
CD&E ist eine Methode, die in einem iterativen Prozess von wechselseitiger Konzeptentwicklung und experimenteller Überprüfung innovative Ideen unter Anwendung wissenschaftlicher Methoden auf ihren operationellen Nutzen für die Bundeswehr untersucht. Ziel der Anwendung der Methode CD&E ist es, das einer neuen Idee inhärente Innovationspotential frühzeitig zu erkennen, dessen Relevanz für die Bundeswehr zu bewerten, auf Realisierbarkeit zu überprüfen und dessen Wirksamkeit zu untersuchen. Dabei soll ein überprüfter Lösungsvorschlag für künftige Konzepte, Methoden und Planung, Strukturen und Systeme entwickelt werden. Das kreative Potential der Beteiligten soll dabei in besonderem Maße genutzt werden.
Die Methode CD&E lässt sich zur Problemlösung in sämtlichen Planungskategorien und in allen Handlungsfeldern der Transformation der Bundeswehr heranziehen. Damit hat sie u. a. eine besondere Bedeutung als Unterstützungsmethode zur Erreichung des transformatorischen Zwischenziels „Erstbefähigung der Bundeswehr zu Vernetzter Operationsführung (NetOpFü)“.
Innovative Lösungsansätze aus der Bundeswehr, der Forschung oder der Wirtschaft müssen dabei so erfasst, untersucht und zur konzeptionellen Reife weiterentwickelt werden, dass die Bundeswehr eine unabhängige Urteilsfähigkeit über die jeweiligen Inhalte und Zielsetzungen der untersuchten Lösungsansätze erlangt. Die Validierung von neuen CD&E Konzepten durch experimentelle Überprüfung ist ausschlaggebende Grundlage für deren Umsetzbarkeit und somit auch für einen Zuwachs an Fähigkeiten. Damit leisten CD&E-Vorhaben einen Beitrag zur Fähigkeitsentwicklung im Rahmen der Bundeswehrplanung.
Ergebnisoffenheit, Wissenschaftlichkeit und ein möglichst ganzheitlicher Lösungsansatz prägen die Methode CD&E.

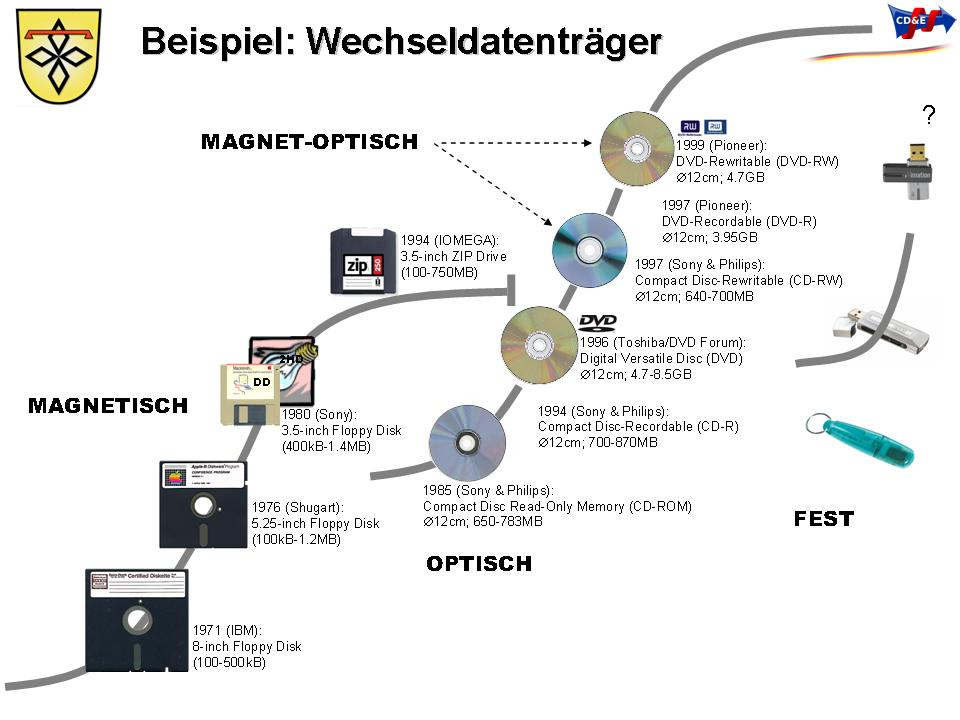
Prinzip am Beispiel Wechseldatenträger erklärt

Die Abbildung zeigt am Beispiel eines Wechseldatenträgers das Prinzip CD&E. Im Rahmen des Bedarfs an transportablen Datenträgern lieferten Disketten eine erste Möglichkeit, die auf Grund von Weiterentwicklungen und größerer Speicherkapazitäten zunächst zur Entwicklung von CD/DVD und schließlich zum USB-Stick führten. Hier lösen sich innovative Ideen in der Entwicklung neuer Techniken in rascher Folge ab. Die schnelle Abfolge von Zeit hat eine entscheidende Bedeutung. Bestehende Systeme werden nicht nur fortentwickelt, sondern teilweise durch völlig neue Technologien ersetzt.

## Prozess / Methodik eines CD&E-Vorhabens

### Idee
Die Konzepteingangsstelle (KES) der Bundeswehr wurde etabliert, um eine gemeinsame Eingangstelle für das Einreichen von Konzeptideen zu schaffen. Diese befindet sich beim Zentrum für Transformation der Bundeswehr (ZTransfBw) in Strausberg. Während die Konzeptideen aus der Bundeswehr heraus direkt an die KES gerichtet werden können, müssen Ideen aus der gewerblichen Wirtschaft auf Grund der Bestimmungen des Lizenz- und Vergaberechts über die Konzeptannahmestelle beim Bundesamt für Wehrtechnik und Beschaffung (BWB) eingereicht werden. Die Abbildung verdeutlicht die Idee bzw. das Ziel der KES.
Jede Konzeptidee wird von der KES einer ämterseitigen Erstbewertung zugeführt. Bei unterschiedlichen Erstbewertungen einer Konzeptidee muss die Ämterarbeitsgruppe (ÄAG) CD&E sich mit dieser Problematik auseinandersetzen. Die ÄAG erarbeitet einen abgestimmten Vorschlag der Ämterebene, welcher anschließend in die ministerielle Arbeitsgruppe (AG) CD&E eingebracht wird. Diese entscheidet endgültig über die Annahme einer Konzeptidee als Thema für ein neues CD&E-Vorhaben.
Nach Anerkennung der Konzeptidee erfolgt die Erarbeitung der Vorhabenpläne (VP) mit:
- der Beschreibung der Zielsetzung des Vorhabens und der Rahmenbedingungen (VP Teil I = WAS);
- einer Ableitung der Ziele und Entwicklung der Vorgehensweise (VP Teil II = WIE);
- einer ersten Ressourcen- und Zeitplanung (VP Teil III WER / WANN).

Mit der Billigung des Vorhabenplans durch die AG CD&E und der Erteilung einer Weisung durch das Bundesministerium der Verteidigung (BMVg) wird das CD&E-Vorhaben angewiesen.

### Vorhabenentwicklung
Der CD&E-Prozess wird im weiteren Verlauf nach folgenden Grundgedanken praktiziert: Ausgehend von der Konzeptidee soll eine experimentierte und evaluierte Empfehlung für ein streitkräftegemeinsames Konzept, entsprechende Methoden und Verfahren sowie Strukturen und Systeme entwickelt werden. Dieses CD&E-Konzept durchläuft dabei meist mehrere Phasen, bis es einen festgelegten Entwicklungsstand erreicht hat. Die Konzeptentwicklung wird durch Experimente unterstützt. Experimente sollen unter wissenschaftlichen (Labor-)Bedingungen den Konzeptentwurf in verschiedenen Entwicklungsstadien überprüfen. Wann immer möglich sind die CD&E-Experimente durch Simulationssysteme zu unterstützen. Es ist zu erwarten, dass in jeder Phase der Konzeptentwicklung ein oder mehrere Experimente verschiedenster Form erforderlich sind.
Die Konzeptentwicklung wird im Rahmen der Qualitätssicherung ständig evaluiert, um Fehlentwicklungen frühzeitig zu stoppen, Finanzmittel zu schonen und Zeitverluste zu vermeiden.